# Dzień, w którym zatrzymała się Ziemia (film 1951)
Dzień, w którym zatrzymała się Ziemia (ang. The Day the Earth Stood Still) – film fantastycznonaukowy z 1951 wyreżyserowany przez Roberta Wise’a. Scenariusz został napisany przez Edmunda H. Northa na podstawie noweli Harry’ego Batesa Rozstanie z Panem.
W 2008 roku miał premierę remake filmu pod tym samym tytułem.

## Twórcy
Występują:
- Michael Rennie jako Klaatu
- Patricia Neal jako Helen Benson
- Hugh Marlowe jako Tom Stevens
- Sam Jaffe jako profesor Jacob Barnhardt
- Billy Gray jako Bobby Benson
- Frances Bavier jako pani Barley
- Lock Martin jako Gort

Scenariusz:
- Edmund H. North

Zdjęcia:
- Leo Tover

## Fabuła
Jest rok 1950, w czasie trwania zimnej wojny, na Ziemi, w Waszyngtonie ląduje latający spodek z przybyszem – Klaatu, oraz jego potężnym robotem Gortem. Klaatu zostaje postrzelony przez żołnierza i przewieziony do szpitala. Ma on do przekazania ważną wiadomość i żąda spotkania z przedstawicielami wszystkich narodów. Ludzie mówią, że to niemożliwe. Klaatu ucieka ze szpitala i postanawia dowiedzieć się czegoś więcej o ludziach, chroniąc się u ziemskiej rodziny.

## Nagrody i nominacje
Złote Globy 1951
- Najlepszy film promujący międzynarodowe zrozumienie
- Najlepsza muzyka – Bernard Herrmann (nominacja)